# Niklas Geyrhofer
Niklas Geyrhofer, né le 11 février 2000 à Graz en Autriche, est un footballeur autrichien qui évolue au poste de défenseur central au SK Sturm Graz.

## Biographie

### En club
Né à Graz en Autriche, Niklas Geyrhofer commence le football au Grazer AK avant d'être formé par le SK Sturm Graz, où il poursuit sa formation.
Il joue son premier match en équipe première le 22 février 2020, lors d'une rencontre de première division autrichienne face à l'Admira Wacker. Il est titularisé, et son équipe s'impose sur le score de deux buts à zéro.
Geyrhofer marque son premier but avec l'équipe première du SK Sturm Graz le 22 septembre 2021, à l'occasion d'un match de coupe d'Autriche contre le VfB Hohenems. Titulaire, il participe à la victoire de son équipe par quatre buts à zéro,.
En février 2022, Geyrhofer est touché au cartilage du genou pendant un entraînement. Cette blessure nécessite une opération et le tient éloigné des terrains pour plusieurs mois.
Le 22 avril 2022, Niklas Geyrhofer prolonge son contrat avec le SK Sturm Graz. Il est alors lié au club jusqu'en juin 2024,.
Il devient champion d'Autriche en 2024, le SK Sturm Graz étant sacré pour la quatrième fois de son histoire.

### En sélection
En mars 2021, Niklas Geyrhofer est appelé pour la première fois avec l'équipe d'Autriche espoirs. Il fait sa première apparition avec les espoirs lors de ce rassemblement, le 27 mars 2021, contre l'Arabie saoudite. Il entre en jeu et son équipe s'impose par dix buts à zéro.

## Palmarès
Sturm Graz
- Championnat d'Autriche (1) :
  - Champion : 2023-2024.